# Катажина Стрончи
Катажина Стрончи (пол. Katarzyna Strączy; нар. 28 листопада 1979) — колишня польська тенісистка.
Найвищу одиночну позицію світового рейтингу — 215 місце досягла 1 березня 1999, парну — 325 місце — 21 серпня 2000 року.
Здобула 1 одиночний титул туру ITF.

## Фінали ITF в одиночному розряді (1–2)
| Легенда          |
| ---------------- |
| турніри $100,000 |
| турніри $75,000  |
| турніри $50,000  |
| турніри $25,000  |
| турніри $10,000  |

| Фінали за покриттям |
| ------------------- |
| Тверде (0–0)        |
| Ґрунт (1–2)         |
| Трава (0–0)         |
| Килим (0–0)         |

| Результат | Ранг | Дата           | Турнір                   | Покриття | Суперниця           | Рахунок            |
| --------- | ---- | -------------- | ------------------------ | -------- | ------------------- | ------------------ |
| Поразка   | 1.   | 7 вересня 1998 | Задар, Хорватія          | Ґрунт    | Лібуше Прушова      | 5–7, 0–6           |
| Перемога  | 1.   | 14 серпня 2001 | Валашке Мезиржичі, Чехія | Ґрунт    | Мілена Неквапілова  | 7–6(7–3), 4–6, 6–2 |
| Поразка   | 2.   | 21 серпня 2001 | Марибор, Словенія        | Ґрунт    | Любомира Курхайцова | 6–3, 5–7, 1–6      |